# Bauer Automatic
Le Bauer Automatic, aussi appelé Fraser 25  est un pistolet semi-automatique chambré pour la cartouche .25 ACP et copie américaine du Baby Browning de la Fabrique Nationale.

## Historique
Pendant longtemps, le marché américain des armes de calibre .25 est dominé par les fabricants européens, comme Browning, la faiblesse de la demande rendant peu intéressante pour les fabricants locaux de tenter de les concurrencer. Néanmoins, en 1968, le Gun Control Act restreint fortement la possibilité d’importer des armes de petite taille facilement dissimulable, balayant les fabricants européens.Bauer tente alors de reprendre le marché en produisant une copie du Baby Browning.

## Description
Le Bauer Automatic est très similaire au Baby Browning qu’il copie. Comme celui-ci, son principal inconvénient est la faiblesse de sa cartouche de .25 ACP, dont la puissance est inférieure d’un tiers à celle d’une cartouche de .22 Long Rifle. En outre, le Bauer n’est pas particulièrement précis du fait de son canon court de 2,125 pouces (53,98 mm) et des performances balistiques limitées de la balle. Il est ainsi difficile de grouper ses tirs dans un cercle de diamètre inférieur à quinze centimètre en tirant à dix mètres de distance, d’autant que la taille réduite des organes de visée les rend en grande partie inutilisables. Il conserve toutefois un intérêt dissuasif comme arme de défense, d’autant que sa petite taille et sa masse de seulement 283 g le rendent facile à dissimuler dans un sac à main ou une poche.